# Ana Sofia de Brunsvique-Volfembutel
Ana Sofia de Brunswick-Wolfenbüttel (29 de outubro de 1659 - 29 de junho de 1742) foi uma nobre alemã, nascida na família de Brunswick-Wolfenbüttel que se tornou marquesa de Baden-Durlach depois de se casar com o marquês Carlos Gustavo.

## Casamento e Descendência
Ana Sofia casou-se com o marquês Carlos Gustavo de Baden-Durlach no dia 20 de setembro de 1677. Tiveram quatro filhos:
1. Cristina Juliana de Baden-Durlach (12 de setembro de 1678 - 10 de julho de 1707), casada com João Guilherme III, Duque de Saxe-Eisenach; com descendência.
2. Carlos de Baden-Durlach (30 de março de 1680 – 30 de agosto de 1680), morreu com cinco meses de idade.
3. Frederico Rudolfo de Baden-Durlach (13 de maio de 1681 – 18 de maio de 1682), morreu com um ano de idade.
4. Carlos António de Baden-Durlach (29 de janeiro de 1683 – 31 de maio de 1692), morreu aos nove anos de idade.

## Genealogia
| Ana Sofia de Brunswick-Wolfenbüttel | Pai: António Ulrich de Brunsvique-Luneburgo                   | Avô paterno: Augusto, o Jovem, duque de Brunsvique-Luneburgo     | Bisavô paterno: Henrique de Brunsvique-Luneburgo              |
| Ana Sofia de Brunswick-Wolfenbüttel | Pai: António Ulrich de Brunsvique-Luneburgo                   | Avô paterno: Augusto, o Jovem, duque de Brunsvique-Luneburgo     | Bisavó paterna: Úrsula de Saxe-Lauenburg                      |
| Ana Sofia de Brunswick-Wolfenbüttel | Pai: António Ulrich de Brunsvique-Luneburgo                   | Avó paterna: Sofia Doroteia de Anhalt-Zerbst                     | Bisavô paterno: Rudolfo de Anhalt-Zerbst                      |
| Ana Sofia de Brunswick-Wolfenbüttel | Pai: António Ulrich de Brunsvique-Luneburgo                   | Avó paterna: Sofia Doroteia de Anhalt-Zerbst                     | Bisavó paterna: Doroteia Edviges de Brunswick-Wolfenbüttel    |
| Ana Sofia de Brunswick-Wolfenbüttel | Mãe: Isabel Juliana de Schleswig-Holstein-Sønderburg-Nordborg | Avô materno: Frederico de Schleswig-Holstein-Sønderburg-Nordborg | Bisavô materno: João II de Schleswig-Holstein-Sonderburg-Plön |
| Ana Sofia de Brunswick-Wolfenbüttel | Mãe: Isabel Juliana de Schleswig-Holstein-Sønderburg-Nordborg | Avô materno: Frederico de Schleswig-Holstein-Sønderburg-Nordborg | Bisavó materna: Isabel de Brunswick-Grubenhagen               |
| Ana Sofia de Brunswick-Wolfenbüttel | Mãe: Isabel Juliana de Schleswig-Holstein-Sønderburg-Nordborg | Avó materna: Leonor de Anhalt-Zerbst                             | Bisavô materno: Rudolfo de Anhalt-Zerbst                      |
| Ana Sofia de Brunswick-Wolfenbüttel | Mãe: Isabel Juliana de Schleswig-Holstein-Sønderburg-Nordborg | Avó materna: Leonor de Anhalt-Zerbst                             | Bisavó materna: Doroteia Edviges de Brunswick-Wolfenbüttel    |